# Финк, Ида
Ида Финк (пол. Ida Fink, ивр. אידה פינק‎;
1 ноября 1921, Збараж — 27 сентября 2011, Тель-Авив) — польско-израильская писательница, немалую часть творчества которой занимала тема Холокоста.
Награждена премиями Анны Франк мемориала Яд Вашем, Пинхаса Сапира (лучший автор), PEN-клуба.

## Биография
Родилась в семье врача и учительницы. Училась во Львовской консерватории. В 1941 году была депортирована в гетто Збаража, откуда бежала в следующем году; скрывалась под поддельными документами. В 1957 году переехала в Израиль и поселилась в Холоне, где работала библиотекарем в разделе музыкальной литературы. Литературную деятельность начала в 1971 году.
Последние годы жила в Рамат Авиве.

## Творчество
Публиковаться начала в 1971 году. Опубликовала пять сборников рассказов и один роман. Книги были переведены на ряд европейских языков.

## Книги
- Wiosna 1941 (2009)
- Odpływający ogród (2003)
- Ślady (1996)
- Podróż (1990, перевод на английский язык: «The Journey»)
- Skrawek czasu (1987, перевод на английский язык: «A Scrap of Time»)

## На русском языке
- Финк И. Уплывающий сад : рассказы. — М. : Текст, 2019. — 301 с. — ISBN 978-5-7516-1529-1.

## Признание
- Премия Анны Франк (1985),
- Премия Альберто Моравиа (1996),
- Государственная премия Израиля (2008)[2].